# 青年农场
青年农场是一个位于中华人民共和国黑龙江省哈尔滨市道外区的类似乡级单位，亦是黑龙江省农垦哈尔滨管理局所属的一个國營農場。
青年农场始建于1965年，前身为“哈尔滨共产主义劳动大学”，1967年改为市属国营农场，1972年8月正式命名为黑龙江省青年农场，隶属于哈尔滨管理局。位于哈尔滨市城乡结合部，大多数分布在松花江两岸及阿什河西岸。土地总面积687.6万平方米，总人口1802人。

## 行政区划
青年农场下辖以下单位：
青年场直社区和青年农场管理区。